# Toshima

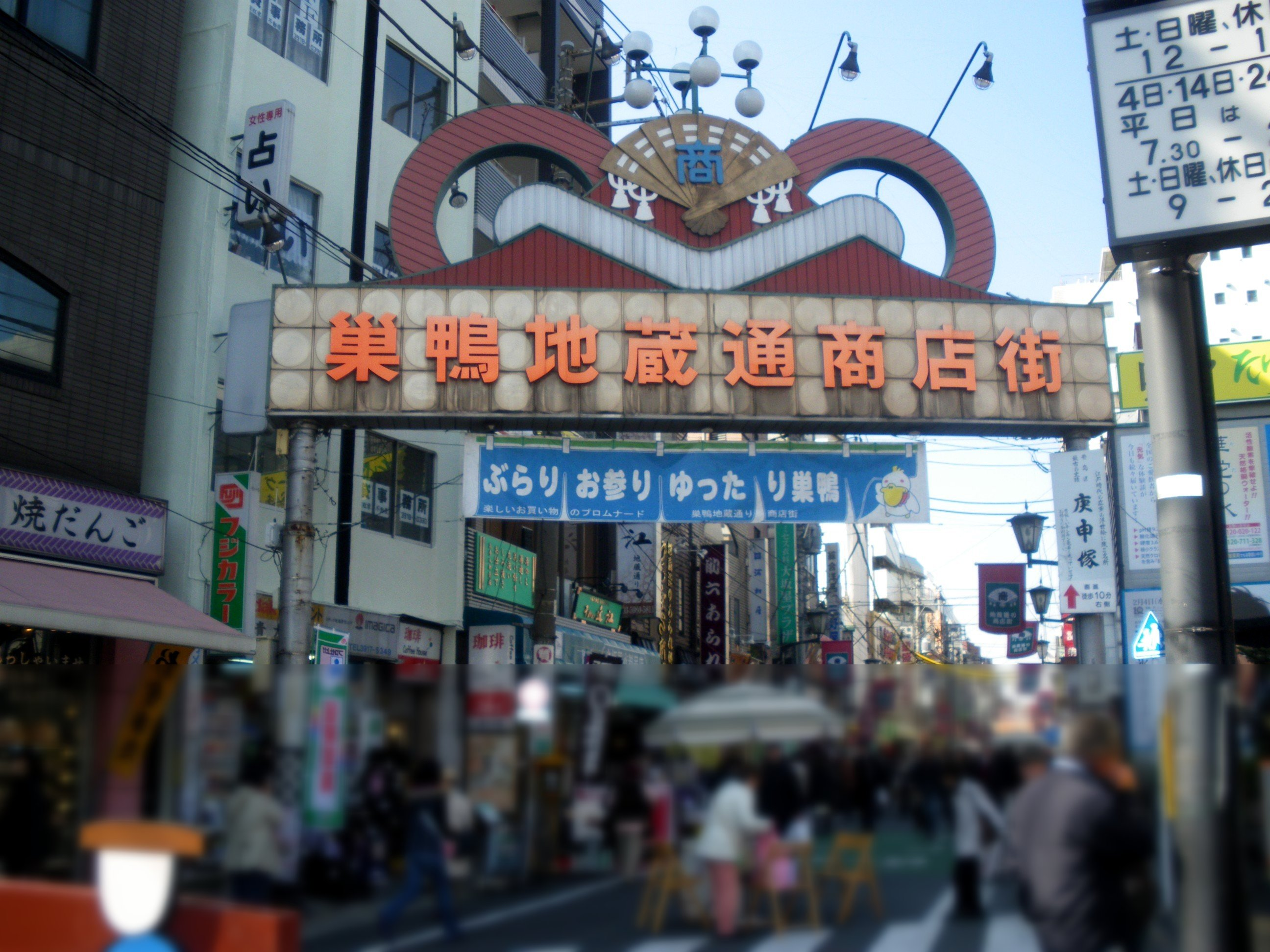
Sugamo-Jizodori-Einkaufsstraße

Toshima (jap. 豊島区, -ku) ist einer der 23 Bezirke mit Stadtstatus im Osten der japanischen Präfektur Tokio. Er liegt im Nordwesten Tokios und umfasst mit Ikebukuro eines der drei großen „neuen“, im 20. Jahrhundert entstandenen Subzentren (fuku-toshin) im Westen der Stadt neben Shinjuku und Shibuya.

## Geographie
Der Stadtbezirk erreichte im Jahre 1965 eine maximale Wohnbevölkerung von 370.000 Einwohnern. Die Bevölkerung ist seither wieder gesunken. Tagsüber erreicht die Bevölkerungszahl durch Pendler einen Wert von ungefähr 430.000.
Er liegt im nordwestlichen Bereich Tokios und grenzt im Norden an die Städte Nerima, Itabashi und Kita und im Süden an Shinjuku und Bunkyō.
Der Stadtbezirk Toshima umfasst eine Fläche von 13 km² und liegt auf einer gemäßigten Hochebene mit einem Höhenunterschied von 28 Metern zwischen seinem höchsten und niedrigsten Punkt. Ungefähr 47 % dieses Bezirks sind mit Wohnungen bebaut, 20 % werden für Handelsunternehmen und allgemeine Bereiche verwendet.
Obwohl Toshima als Stadtbezirk bezeichnet wird, entspricht die Stadtverwaltung eher der einer autonomen Stadt. Die Bezirksbüros befinden sich in Ikebukuro, das auch das Handels- und Unterhaltungszentrum Toshimas ist.
Mit einer nichtjapanischen Bevölkerung von 15.516, bzw. 6,2 % der Gesamtbevölkerung, ist Toshima einer der internationalen Bezirke in Tokio.

## Geschichte
Der Stadtbezirk entstand am 1. Oktober 1932 aus der Eingemeindung der 4 Machi Sugamo (巣鴨町, -machi), Nishisugamo (西巣鴨町, -machi), Takada (高田町, -machi) und Nagasaki (長崎町, -machi) im Kitatoshima-gun, die 1932 in die sich schnell erweiternde Stadt Tokio eingemeindet wurden. Toshima entwickelte sich dabei von einem landwirtschaftlichen Vorstadtbezirk der Edo-Zeit zu dem heutigen kommerziellen Zentrum.
Das Wachstum Toshimas wurde durch den Bau verschiedener Eisenbahnlinien in der Meiji- und Taishō-Zeit verstärkt.
Das ehemalige Dorf Somei, heute Teil von Toshima, ist der Entstehungsort des Somei Yoshino (Prunus × yedoensis cv. Yedoensis), einer Sorte der in Japan populärsten Sakura (Kirschblütenbaum). Sie wurde am Ende der Edo-Zeit gezüchtet.
Im Stadtviertel Ikebukuro befand sich früher das Sugamo-Gefängnis, in dem zahlreiche Verurteilte hingerichtet wurden.

## Verkehr
- Straße:
  - Stadtautobahn Tokio
  - Nationalstraße 17, nach Chūō oder Niigata
  - Nationalstraße 122, nach Nikkō
  - Nationalstraße 254, nach Bunkyō oder Matsumoto
- Zug:
  - JR:
    - Yamanote-Linie, von Ikebukuro, Ōtsuka, Sugamo, Komagome oder Mejiro nach Ōsaki oder Shinagawa
    - JR-Saikyō-Linie, von Ikebukuro nach Ōmiya oder Osaki
    - JR-Shōnan-Shinjuku-Linie, von Ikebukuro nach Ōmiya oder Kamakura

  - Tōkyō Metro:
    - Marunouchi-Linie, von Ikebukuro nach Suginami
    - Yūrakuchō-Linie, von Ikebukuro, Higashi-Ikebukuro, Kaname-cho oder Senkawa nach Wakō oder Kōtō
    - Namboku-Linie, von Komagome nach Meguro oder Kita

  - Toei-Mita-Linie, von Sugamo oder Nishi-Sugamo nach Meguro oder Itabashi
  - Toden-Arakawa-Linie (Straßenbahn), von Shin-Kōshinzuka, Kōshinzuka, Sugamo-Shinden, Ōtsuka, Mukōhara, Higashi-Ikebukuro Yonchōme, Zōshigaya, Kishibojin-mae oder Gakushūin-shita nach Arakawa oder Shinjuku
  - Tōbu Tōjō-Hauptlinie von Ikebukuro, Kita-Ikebukuro oder Shimo-Itabashi Station nach Saitama
  - Seibu Ikebukuro-Linie von Ikebukuro, Shiinamachi, Higashi-Nagasaki, Ekoda oder Sakuradai nach Chichibu

## Bildung
In Toshima gibt es folgende Universitäten:
- Gakushūin-Universität
- Musikhochschule Tokio
- Rikkyō-Universität oder St. Paul’s Universität
- Taishō-Universität
- Teikyō-Heisei-Universität
- Tōkyō Fukushi Daigaku

## Politik
- KPJ: 5
- Rikken/Reiwa/Shimin no Kai (mit KDP, Reiwa Shinsengumi): 6
- Ishin/Mushozoku no Kai (mit Nippon Ishin no Kai): 4
- Tomin First/DVP: 5
- Eine weitere Fraktion: 1
- Kōmeitō: 7
- LDP: 8

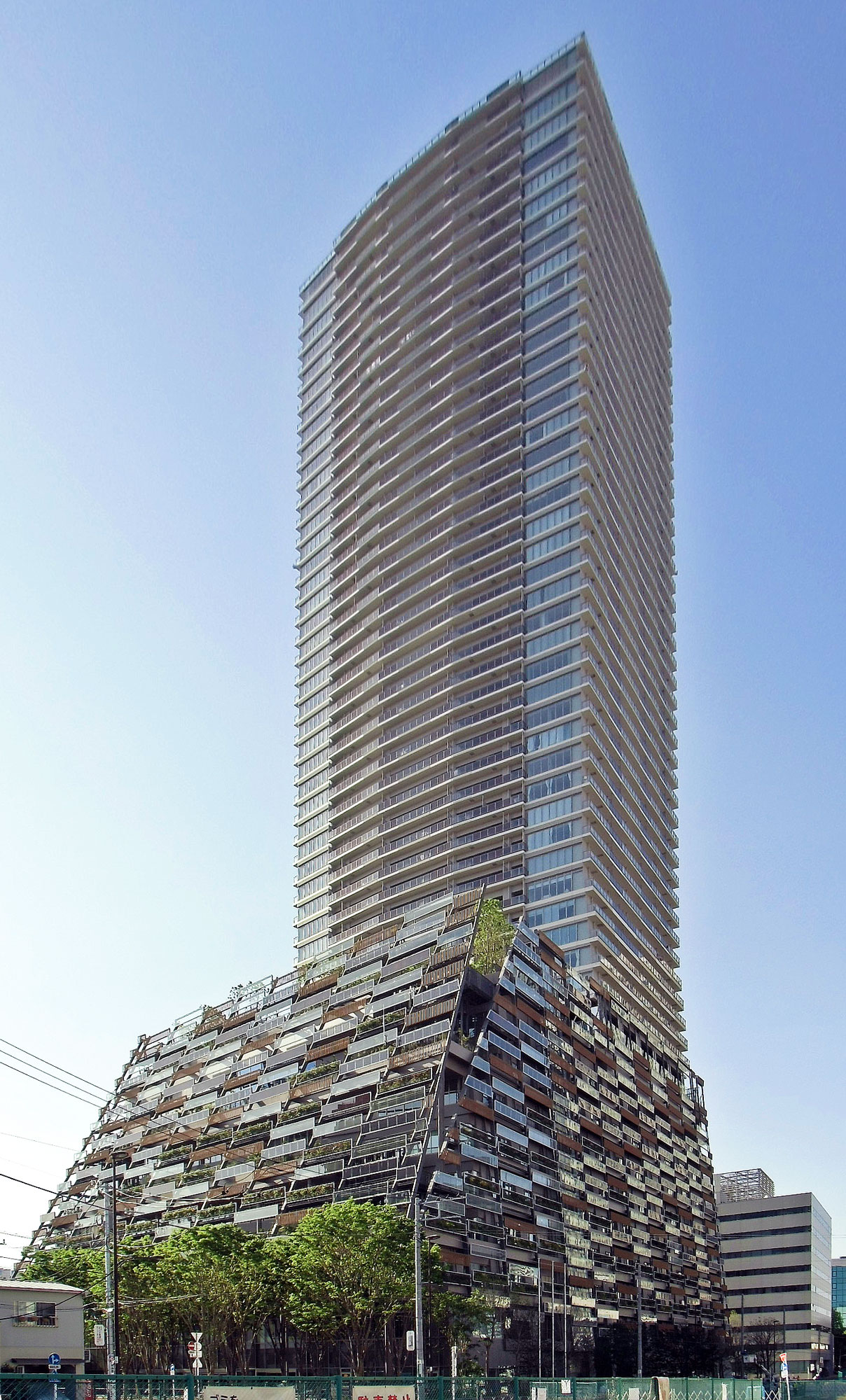
Das Rathaus in Minami-Ikebukuro

Zur Nachfolgerin des zwei Monate zuvor verstorbenen, seit 1999 amtierenden Bürgermeisters von Toshima Yukio Takano wurde bei den einheitlichen Regionalwahlen 2023 die ehemalige Vizebürgermeisterin Miyuki Takagiwa gewählt. Mit Wahlempfehlung von LDP, Kōmeitō und Tomin First no Kai und 43,4 % der Stimmen schlug sie den Mitte-links-unterstützten (KDP, KPJ, Reiwa Shinsengumi) Journalisten Kazutaka Kamizawa (25,2 %), die ehemalige Bezirksparlamentsabgeordnete Hiroko Nagano (24,4 %) und einen weiteren Kandidaten. Ebenfalls bei den einheitlichen Regionalwahlen wurden die 36 Mitglieder des Bezirksparlaments gewählt. LDP- und Kōmeitō-Kandidaten gewannen je sieben Sitze, KDP und KPJ je fünf, Tomin First vier, die Ishin no Kai zwei, DVP und Reiwa Shinsengumi je einen, vier Sitze gingen an Kandidaten ohne formale Parteinominierung.
Ins Präfekturparlament wählt Toshima drei Abgeordnete, bei der letzten Wahl 2021 unverändert je einen von Tomin First, Kōmeitō und KPJ.
Im nationalen Abgeordnetenhaus bildet Toshima seit 2024 zusammen mit Bunkyō den 10. Wahlkreis Tokio, in früherem Zuschnitt einst der Wahlkreis von Gouverneurin Yuriko Koike. Bei der Abgeordnetenhauswahl 2024 verteidigte Hayato Suzuki (LDP) den Wahlkreis knapp gegen Yōsuke Suzuki (KDP), der einen Verhältniswahlsitz gewann.

## Söhne und Töchter der Stadt
- Suehiro Tanemura (1933–2004), Germanist, Literaturkritiker und Übersetzer
- Masahiro Shimoda (* 1967), Fußballspieler und -trainer
- Kou Shibasaki (* 1981), Schauspielerin und Sängerin
- Jun Matsumoto (* 1983), Schauspieler und Sänger
- Miho Nonaka (* 1997), Sportkletterin
- Mone Inami (* 1999), Golferin

## Angrenzende Städte und Gemeinden
- Tokio: Stadtbezirke Kita, Itabashi, Shinjuku, Bunkyō, Nakano, Nerima